# Музей медичної історії Мюттера
Музей медичної історії Мюттера (англ. Mütter Museum) — це музей медичних патологій, старовинного медичного устаткування і біологічних експонатів, розташований в коледжі лікарів в Філадельфії (College of Physicians of Philadelphia). Первинною метою створення колекції були медичні дослідження і освіта, але в наші дні він використовується як музей для широкого загалу.
Музей найкраще відомий по великій колекції черепів і унікальних експонатів, до якої входять, наприклад, людський кишечник завдовжки 5 дюймів (12,5 см) і труп жінки, який перетворився на мило в землі, де вона була похована. На виставці представлено безліч воскових моделей, а також законсервованих органів і скелетів. Багато відвідувачів дуже дивуються, побачивши на виставці законсервований жіночий плід. Музей підтримується Коледжем і відкритий для відвідування, вхід до нього платний.

## Ресурси Інтернету
- Вікісховище має мультимедійні дані за темою: Музей медичної історії Мюттера
- Музей Mutter
- Брошура музею
- «Mütter Museum Website» [Архівовано 18 травня 2021 у Wayback Machine.]
- Mütter: Short film based on the life of Mütter Museum founder, filmed at Mütter Museum as part of 2003 Philadelphia Film Festival [Архівовано 14 листопада 2010 у Wayback Machine.]
- James G. Mundie's drawings and photographs from The Mütter Museum [Архівовано 2 червня 2009 у Wayback Machine.]
- A Discourse Commemorative of the Late Professor T.D. Mütter, M.D., LL.D. from 1859 [Архівовано 4 березня 2016 у Wayback Machine.]

1. ↑  Society of Architectural Historians SAH Archipedia — Chicago, IL, [Charlottesville, Va.], London: Society of Architectural Historians, University of Virginia Press, 2012. — ISBN 978-0-8139-3348-1
2. ↑  Google Maps — 2005.